# Helmetta
Helmetta es un borough ubicado en el condado de Middlesex en el estado estadounidense de Nueva Jersey. En el año 2010 tenía una población de 946.9 habitantes y una densidad poblacional de 2,676 personas por km².

## Geografía
Helmetta se encuentra ubicado en las coordenadas 40°22′46″N 74°25′16″O / 40.37944, -74.42111.

## Demografía
Según la Oficina del Censo en 2000 los ingresos medios por hogar en la localidad eran de $60,125 y los ingresos medios por familia eran $64,659. Los hombres tenían unos ingresos medios de $47,604 frente a los $33,929 para las mujeres. La renta per cápita para la localidad era de $26,668. Alrededor del 3.3% de la población estaba por debajo del umbral de pobreza.